# コーレド
コーレド（イタリア語: Coredo）は、イタリア共和国トレンティーノ＝アルト・アディジェ州トレント自治県プレダイアにある分離集落（フラツィオーネ）。
かつては独立した自治体（コムーネ）であったが、2015年1月1日、ズマラーノ、ターイオ、トレス、ヴェルヴォと合併し、新自治体の一部となった。

## 地理

### 位置・広がり
トレント自治県北西部、ヴァル・ディ・ノンに位置する集落。ヴァル・ディ・ノンの中心地であるクレスから東南東へ4km、ボルツァーノから南西へ27km、県都トレントから北へ30kmの距離にある。

#### 隣接コムーネ
コムーネ「コーレド」に隣接していたコムーネは以下の通り。括弧内のBZはボルツァーノ自治県所属を示す。
- ロメーノ
- ドン
- サンゼーノ
- テルメーノ・スッラ・ストラーダ・デル・ヴィーノ (BZ)
- ズマラーノ
- スフルツ
- ターイオ
- コルタッチャ・スッラ・ストラーダ・デル・ヴィーノ (BZ)
- トレス

## 行政

### Comunita di valle
トレント自治県が設置した広域行政組織 Comunita di valle 「ヴァル・ディ・ノン」 (it:Comunita della Val di Non) （事務所所在地: クレス）に属していた。

## 住民

### 言語
| 少数言語話者の割合（2011年） | 少数言語話者の割合（2011年） | 少数言語話者の割合（2011年） | 少数言語話者の割合（2011年） | 少数言語話者の割合（2011年） |
| ---------------------------- | ---------------------------- | ---------------------------- | ---------------------------- | ---------------------------- |
|                              |                              |                              |                              |                              |
| ラディン語                   | ラディン語                   |                              | 30.4%                        | 30.4%                        |
| モケーニ語                   | モケーニ語                   |                              | 0.0%                         | 0.0%                         |
| チンブロ語                   | チンブロ語                   |                              | 0.0%                         | 0.0%                         |

2011年10月9日に行われた国勢調査によれば、住民1635人中497人（30.4%）がラディン語話者であった。